# Никитина, Валентина Иосифовна
Валентина Иосифовна Никитина (11 августа 1895, Ставрополь — 11 августа 1975, Калуга) — русская советская театральная актриса, народная артистка РСФСР (1956).

## Биография
Родилась в семье служащего Владикавказской железной дороги в Ставрополе, там же в 1916 году впервые вышла на сцену. В 1920—1923 годы служила в драмтеатре Ростова-на-Дону, с 1923 года — в передвижном театре «Шахтёрка Донбасса». Потом играла в театрах Херсона, Харькова, Армавира, Дербента, Махачкалы и Горького. В сентябре 1934 году приехала в Калугу и поступила в Калужский драматический театр им. А. В. Луначарского.
Начиная с 1940-х годов играла в Калужском драмтеатре характерные (в том числе острохарактерные) роли пожилых женщин в произведениях русской классики и советской драматургии. Во время Великой Отечественной войны — в эвакуации, политработник и организатор кружка художественной самодеятельности в Тобольске.
Жила в Калуге на улице Клары Цеткин (современная Николо-Козинская улица). Умерла 11 августа 1975 года в Калуге. Похоронена на местном Пятницком кладбище.

## Главные театральные работы
- Екатерина Ивановна («Мать своих детей» Афиногенова),
- Клавдия Петровна («Ленинградский проспект» Штока),
- Ксения («Егор Булычёв и другие»),
- Анфуса («Волки и овцы» Овстровского),
- Матрёна («Власть тьмы»),
- Галчиха («Без вины виноватые»),
- Домна Пантелевна («Таланты и поклонники»),
- Марья («Любовь Яровая»),
- Квашня («На дне»).

## Награды и звания
- Заслуженная артистка РСФСР (1950).
- Народная артистка РСФСР (1956).
- Награждена орденом Трудового Красного Знамени.
- Почётный гражданин Калуги (1967).

В 1977 году в Калуге именем Валентины Никитиной названа улица.